# Црква Светог Јована Крститеља у Пиперима
Црква Светог Јована Крститеља у Пиперима, насељеном месту на територији општине Лопаре, припада Епархији зворничко–тузланској Српске православне цркве.

## Историјат
Пиперска парохија, некадашња шибошничка, је основана са седиштем у Шибошници пре Другог светског рата. Обновљена је 1972. године, а преименована је у пиперску 1980. Чине је села Пипери, Брусница, Вакуф, Лукавица, Миладићи, Брезје, Висори и Шибошница. Лукавичка парохија је постојала до Првог светског рата, свештеник је био Тешо Накић, а након његове смрти је припојена миросавачкој, која је сада у саставу мачковачке парохије.
Градња цркве Светог Јована Крститеља у Пиперима је почела 1980. године. Темеље је 2. августа освештао епископ зворничко-тузлански Василије Качавенда, а цркву димензија 19×8,5 метара 8. августа 1987. године. Током одбрамбено–отаџбинског рата је оштећена, гранатирали су је припадници Армије Босне и Херцеговине. Црква је обновљена 2002. године, иконостас од храстовине су израдили Јован и Саво Бојић из Босанске Бијеле код Брчког. Иконе у барокном стилу је осликао Димитрије Риђички из Новог Сада.